# Provincia Tizi Ouzou
Provincia Tizi Ouzou (în arabă تيزي وزو) este o unitate administrativă de gradul I (wilaya) a Algeriei. Reședința sa este orașul Tizi Ouzou.